# جنود المحطة
جنود المحطة مسلسل أنمي ياباني من إنتاج إستديو طوكيو للأطفال عرض المسلسل لأول مره في 2 أبريل 1999 واستمر عرضه حتى 29 مارس 2000. تمت دبلجة المسلسل للغة العربية بواسطة مركز الزهرة وعرض على قناة سبيس تون .

## الأصوات العربية

### نسخة مركز الزهرة
- آمال سعد الدين
- علي القاسم
- عادل أبو حسون
- فدوى سليمان
- زياد الرفاعي
- ماجدة فوتي
- محمد مصطفى (ممثل)
- محمود عثمان

## طاقم العمل

### نسخة مركز الزهرة
- الإعداد: عمار شيخ جبر
- التدقيق اللغوي: د. شفيق بيطار (مدرجة باسم شفيق البيطار)
- الصوت: لؤي إسماعيل (مدرجة باسم لؤي إسماعيل)
- المكساج: م. خالد وظائفي
- المونتاج: سامر أبو حمد
- الإشراف الهندسي: م. رامز ترجمان
- تنفيذ الأغاني والشارة: إبراهيم سليماني (مدرجة باسم إبراهيم سليماني)
- غناء: بسام الحسوني، رشا رزق، بسام اللحسوني
- الحاسوب: م. محمد مازن رمضان
- التنسيق الإداري: عمار شيخ جبر
- المتابعة المالية: محمد حسان مهنا، عبد القادر نبهان
- متابعة الإنتاج: رضوان حجازي
- ANIMATION INTERNATIONAL (ماهر الحاج ويس)
- توزيع: YOUNG FUTURE ENTERTAINMENT (فايز الصباغ)
- الإشراف العام: مناع الحجازي
- مركز الزهرة للإنتاج الفني و التوزيع

دمشق ص.ب: 31044
E-Mail : vrnusap@cyberia.net.lb
- الإشراف الفني: مأمون الرفاعي

### نسخة أسرار التميز للإنتاج والتوزيع الفني
- حقوق الدوبلاج محفوظة: لمؤسسة روابي المجد الدولية
- تنفيذ: أسرار التميز للإنتاج والتوزيع الفني

TEL : 0096265816030
FAX : 0096265855689
- الإشراف العام: م. بلال محمد صوالحة

## روابط خارجية
- Toho Amusement Park Hikarian website نسخة محفوظة 6 يناير 2006 على موقع واي باك مشين.